# 假显性
假显性（pseudodominance）杂合子中，由于一条同源染色体上显性等位基因的缺失，使另一条上对应的隐性等位基因表达而形成隐性表型的现象。例如：果蝇的缺刻翅就是由X染色体C区的2-11区域的缺失导致的翅边缺刻、胸毛分布错乱。